# Uppåkra
Uppåkra est un village situé dans la commune de Staffanstorp, à 5 km au sud de Lund, dans le sud de la Suède. Le village est principalement connu comme un site archéologique où furent trouvés les restes d'une ville d'environ 40 ha qui aurait été habitée du Ier siècle avant Jesus-Christ au Xe siècle après Jesus-Christ. Cette ville était ainsi significativement plus grande que Birka, qui date de la même époque.

## Fouilles
Le site fut découvert lorsque furent déterrés des ossements et des objets en terre cuite pendant la construction d'une ferme en 1934. Une petite fouille fut alors entreprise, et les objets furent datés d'avant 400 ans apr. J.-C.. Peu après, une sucrerie effectua une étude de la concentration de phosphate dans le sol en Scanie, et Uppåkra s'avéra de loin le site où la concentration était la plus importante. Sachant que le phosphate est formé par les excréments, ceci indiquait la présence d'une ancienne colonie.
Des fouilles furent programmées, mais ce n'est qu'en 1996 que les archéologues purent effectuer des recherches à nouveau. Des carottages furent effectués sur le site, pour évaluer la surface et la profondeur du site. Des détecteurs de métaux furent utilisés, et les résultats furent au-delà de toutes les attentes, les archéologues trouvant dans cette recherche préliminaire pas moins de 3 500 objets.
Depuis, de nombreux autres objets ont été découverts, amenant leur nombre à plus de 20 000, principalement en bronze, mais aussi en fer, argent et or. Plusieurs ruines ont été trouvées, dont un bâtiment de culte, qui devint l'objet d'importantes recherches.

## Personnalité
- Börje Kullenberg (1906-1991), océanographe et géophysicien, y est né.